# William Huskisson

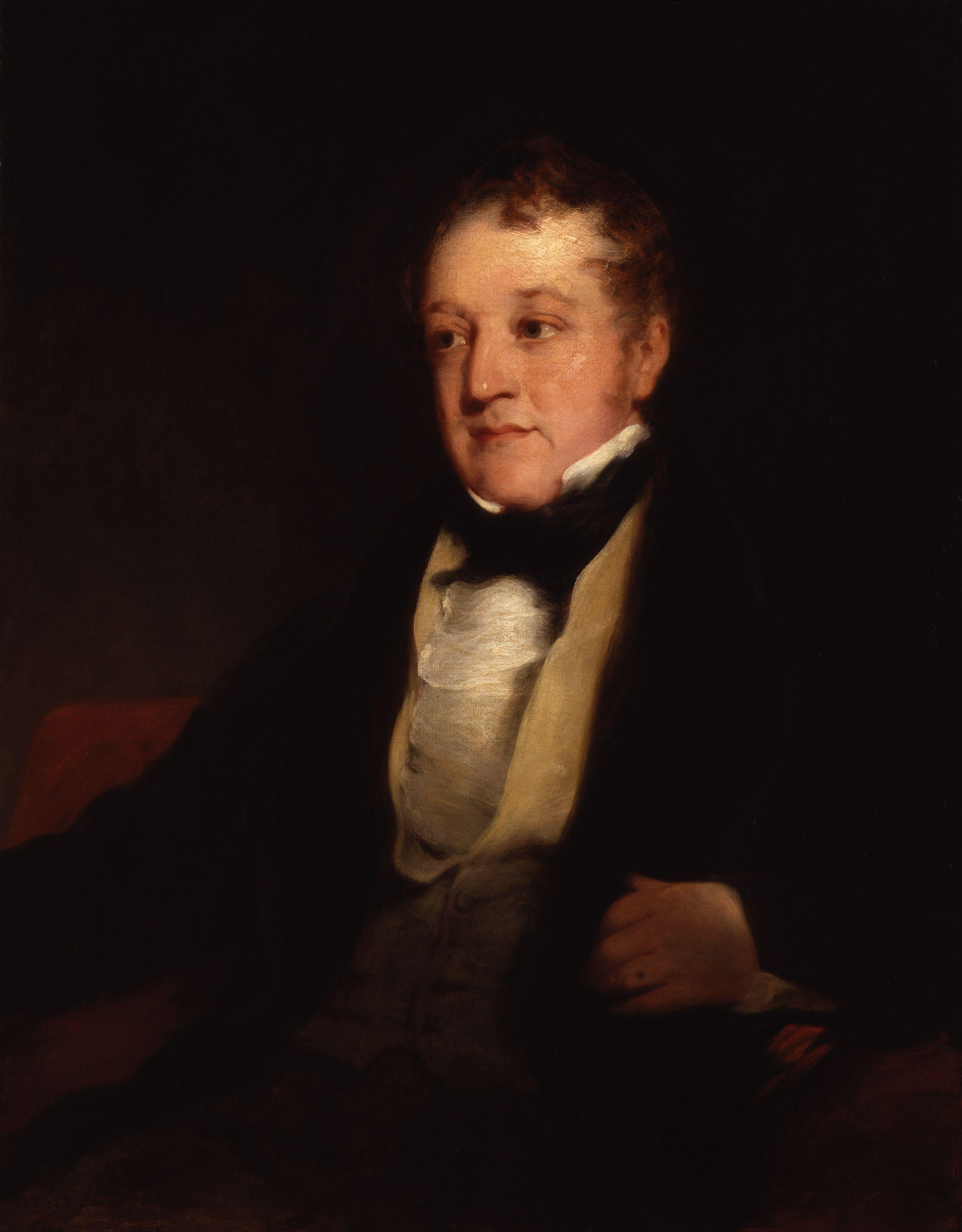
William Huskisson, målad av Richard Rothwell.

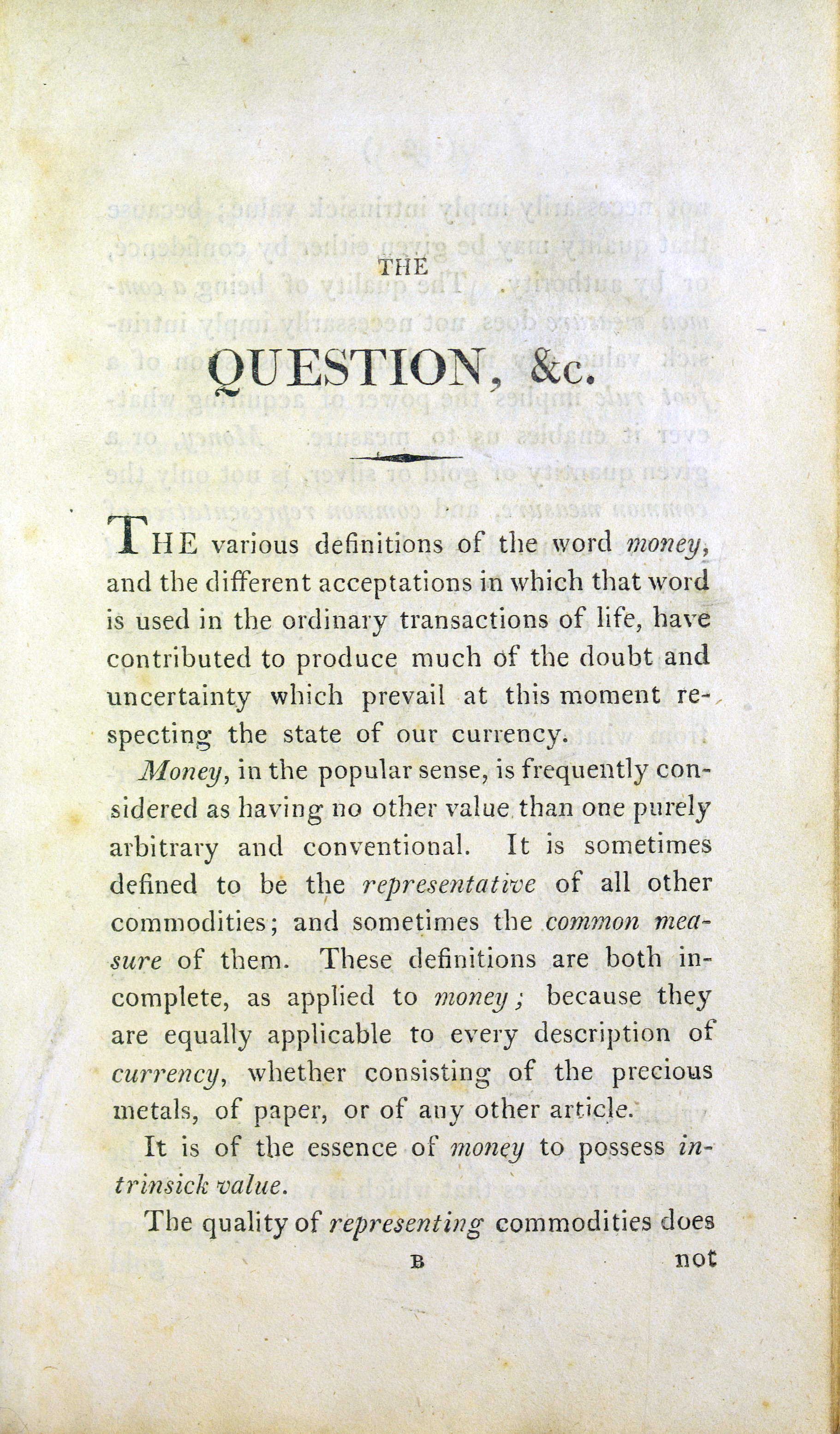
Question concerning the depreciation of our currency, 1810.

William Huskisson, född den 11 mars 1770, död den 15 september 1830, var en engelsk statsman.
Huskisson uppfostrades i Paris, där han deltog i Bastiljens intagande och var medlem av den monarkiskt konstitutionella "1789 års klubb", i vilken han gjorde sig känd genom stora insikter i nationalekonomin. År 1792 återvände han till England och blev 1795 understatssekreterare i krigsministeriet (med Dundas som chef) samt, genom Pitts försorg, 1796 medlem av parlamentet. Då Pitt 1801 drog sig tillbaka, nedlade även Huskisson sitt ämbete; men då den förre 1804 åter trädde i spetsen för regeringen, blev Huskisson skattkammarsekreterare, vilken post han innehade till Pitts död, 1806. 
Åren 1807–09 var Huskisson för andra gången skattkammarsekreterare (i Portlands ministär). År 1814 blev han medlem av Privy council samt chef för skogsstyrelsen (chief commissioner of woods and forests) i Liverpools ministär, och från denna tid utövade han ett betydligt inflytande på Englands kommersiella och finansiella lagstiftning. År 1823 kallades Huskisson till handelsminister (president of the board of trade).
Redan 1810 hade han genom flygskriften Depreciation of the Currency förvärvat sig anseende som en av sin tids utmärktaste nationalekonomer, och detta rykte befäste han ytterligare 1819 genom sina till lord Liverpool framställda förslag om statsskuldens minskande och om upphörande av tillåtelsen för engelska banken att inte inlösa sina sedlar med klingande mynt, vilka förslag samma år antogs av parlamentet. 
Det var dock först efter sitt inträde i ministären, som Huskisson, understödd av sin vän Canning, förmådde göra sina frihandelsåsikter gällande, särskilt i fråga om navigationsakten, vars stränga prohibitivbestämmelser väsentligen mildrades på hans initiativ. Efter Cannings död, 1827, kvarstod Huskisson i Goderichs och Wellingtons ministärer, men måste inom kort avgå till följd av en tvist med den senare om valkretsindelningen (maj 1828). Vid invigningen av järnvägen mellan Liverpool och Manchester blev han överkörd och svårt skadad samt avled samma dag.